# Edenopteron
Edenopteron is een geslacht van grote uitgestorven tristichopteride straalvinnige beenvissen uit het Laat-Devoon (Famennien) van wat nu het zuidoosten van Australië is. Het is bekend van het enige exemplaar van de enige soort Edenopteron keithcrooki, beschreven in 2013.

## Ontdekking
Edenopteron keithcrooki is bekend van overblijfselen die in 2008 zijn opgegraven uit de Worange Point-formatie, nabij de stad Eden aan de kust van New South Wales. De geslachtsnaam is een combinatie van de naam Eden en pteron, wat vleugel of vin betekent in het Grieks. De soortaanduiding eert dr. Keith Crook van de Australian National University voor zijn ontdekking van verschillende fossielenplaatsen in New South Wales en zijn sleutelrol bij het in kaart brengen van de geologie rond Eden.
Het holotype ANU V3426 bestaat uit talrijke half in verband liggende overblijfselen, waaronder een onvolledig schedeldak, snuit, verhemelte, wangen, onderkaken en bijbehorende dermale botten, een linkerschoudergordel en diverse schubben.

## Beschrijving
Reconstructies suggereren een schedellengte van dertig centimeter en een onderkaaklengte van ongeveer achtenveertig centimeter. Afgaande op de lichaamsgrootteverhoudingen van andere tristichopteride vissen (bijvoorbeeld Eusthenodon, Langlieria, Mandageria), wordt de lichaamslengte van Edenopteron geschat op tweehonderdnegentig tot driehonderdtwintig centimeter.
Het endoskelet vertoont een groot of volledig gebrek aan ossificatie, verbening. De oogkassen zijn eerder driehoekig dan ovaal. Edenopteron bezat dentaire hoektanden en premaxillaire slagtanden, waarvan wordt aangenomen dat ze afgeleide eigenschappen zijn ten opzichte van andere grote tristichopteriden. 

## Fylogenie
Edenopteron wordt toegewezen aan de tristichopteride onderfamilie Mandageriinae uit Gondwana vanwege overeenkomsten gedeeld met Cabonnichthys en Mandageria, inclusief gepaarde ploegschaarbeenderen in het verhemelte, submandibulaire botten overlappende onderste onderkaakrand en schubben versierd met wijd uit elkaar geplaatste groeven.

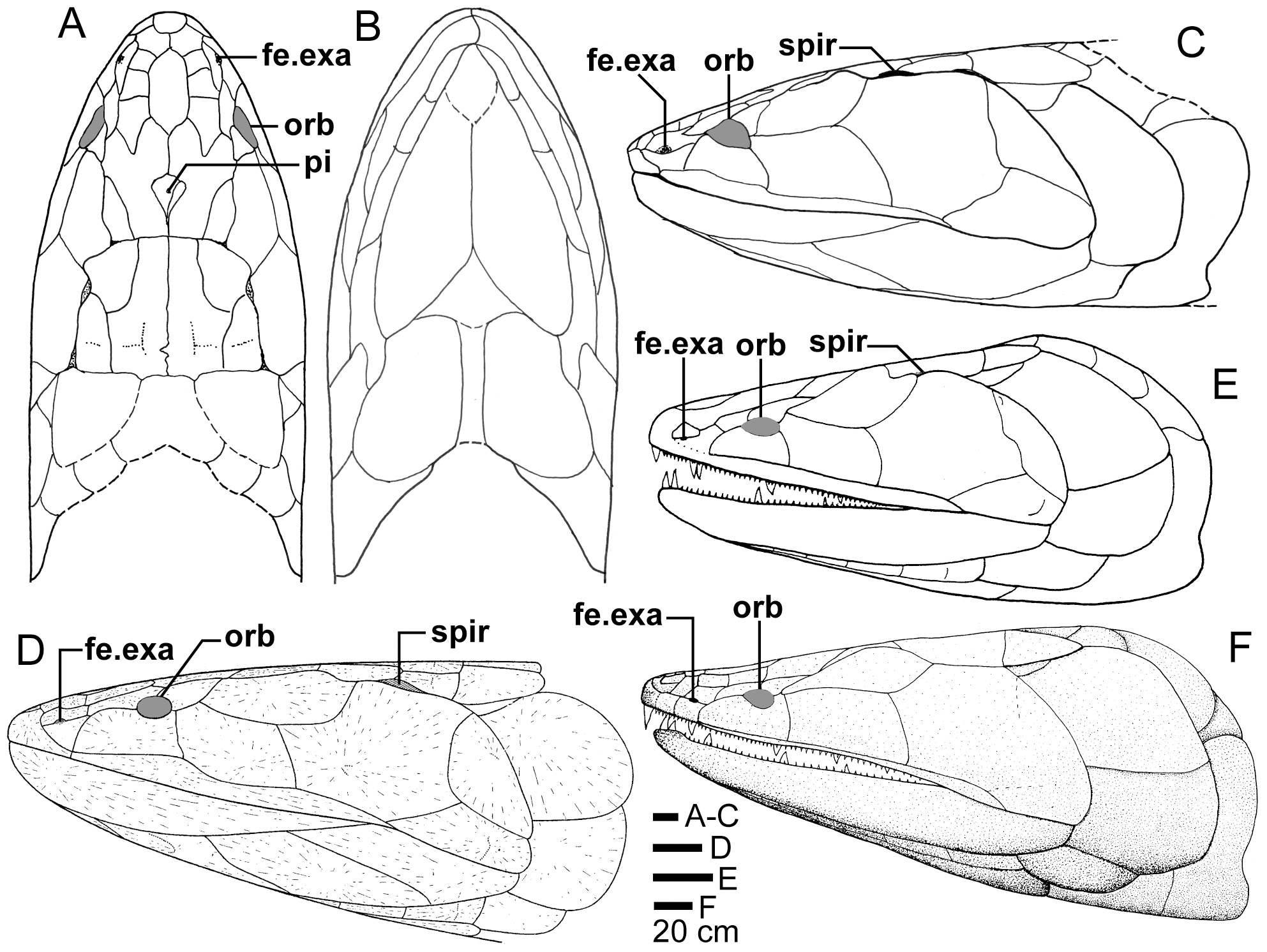
Edenopteron onder A, B en C vergeleken met verwanten